# 大阪府警賭博ゲーム機汚職事件
大阪府警賭博ゲーム機汚職事件（おおさかふけいとばくゲームきおしょくじけん）は、1982年に大阪府警察で起きた、一連の贈収賄事件。違法な賭博ゲーム機の摘発に関わる情報を業者に提供し、業者から賄賂を取っていた現職やOBを含む警察官のべ7名が逮捕されたほか、多数の警察官が処分を受け、関連する自殺者が2名出た。
事件の呼称は必ずしも定まっておらず、「ゲーム機汚職」、「賭博遊技機汚職事件」、「大阪府警の遊技機汚職」など様々な表現で言及されることがある。

## 背景
1982年当時、大阪の繁華街では、喫茶店などに置かれていたゲーム機を改造し、違法賭博を行うことが密かに広がっており、黒田清が部長であった読売新聞大阪本社社会部は、この問題を取り上げたキャンペーンを張った。これを受けて大阪府警は一斉摘発に取り組んだが、大きな成果を上げることはできず、捜査情報の漏洩が疑われる事態となった。

## 経緯
1982年11月1日、大阪府警は、曽根崎署防犯課風紀捜査係に所属していた巡査長Aを収賄容疑で逮捕した。Aは同年1月に、賭博ゲーム機の摘発に関する情報を、数回にわたって業者に提供していたとされて、業者も贈賄で逮捕されたが、その背景にはAの元上司で、この時点ですでに退職していたBの関与も取りざたされていた。
Aの逮捕が報じられた11月2日、布施署防犯課保安係の巡査部長Cが、自分は潔白だと記した遺書を遺して自宅で自殺した。
その後、贈賄側としてゲーム喫茶やピンクサロンの業者が次々と逮捕され、11月10日には、事件の主犯として元巡査部長Bが逮捕された。
11月11日、事件当時の大阪府警本部長で、8月から警察大学校長となっていた杉原正が、「監督責任を痛感」などと記した遺書を遺して神奈川県川崎市の自宅近くで自殺した。
11月24日には、高石署警ら課の警部補D、西成署防犯課風紀捜査係の巡査部長Eが逮捕され、その後も逮捕者が出て、年末までに現役・OBを含め警察官7人が逮捕され、賄賂の総額は2千万円以上と報じられた。
1983年1月20日、国家公安委員会と大阪府警は、一連の事件に関わった者、監督責任があったとされた者について処分を発表し、対象者は120名という多数に上った。その時点までに逮捕され、懲戒免職となっていた4名を含めると、この事件で処分を受けた者は124名となった。同日、警察庁の三井脩長官は、この事件について記者会見し、「全国の警察職員が謙虚に反省し、エリを正す」、「国民の信頼を回復するため全力をつくす」などとする談話を発表した。

## その後
読売新聞大阪社会部は、事件の取材を踏まえて1984年8月に『警官汚職』（角川書店）を出版し、この本は、1984年度の第11回日本ノンフィクション賞を受賞した。
その後、大阪府警などで不祥事が起こると、この事件を引き合いに出して論評されることがあった。